# Федоров Володимир Іванович (футболіст)
Володимир Іванович Федоров (рос. Владимир Иванович Фёдоров; * 5 січня 1956, Ташкентська область — † 11 серпня 1979, біля Курилівки, Дніпропетровська область) — радянський футболіст. Нападник, усю кар'єру провів у «Пахтакорі» (Ташкент). Бронзовий призер Олімпіади 1976, майстер спорту міжнародного класу (1976). Зіграв 18 матчів за збірну СРСР. Один з найталановитіших нападників Радянського Союзу 1970-х років, один з найкращих гравців в історії узбецького футболу. Загинув в авіакатастрофі над Дніпродзержинськом 11 серпня 1979 року. Нагороджений медаллю «Шухрат» (2006, посмертно).

## Життєпис
Вихованець дитячої школи колгоспу ім. Свердлова Ташкентської області. Перші тренери: Ісак Карімович Ташмухамедов, Яків Аранович і Володимир Ятченко. За «Пахтакор» 18-річний нападник дебютував у сезоні 1972, забив у першості 7 м'ячів і допоміг клубу виграти змагання першої ліги й вийти до вищої. Того ж року дебютував у складі юнацької збірної СРСР. Попри запрошення від найсильніших клубів країни, гравець не погоджувався на перехід до іншого клубу й усю свою коротку кар'єру, що її перервала авіакатастрофа 1979 року, провів у ташкентському «Пахтакорі».
Один з найперспективніших нападників радянського футболу 1970-х років. Уже в 19-річному віці 30 жовтня 1974 дебютував за національну збірну СРСР у гостьовій грі зі збірної Ірландії (поразка 0:3). Був швидкий, маневрений, завжди націлений на ворота, сміливо брав ініціативу на себе, добре грав головою. Виділявся оригінальним дриблінгом, умів бити по воротах без підготовки.
За олімпійську збірну Радянського Союзу провів 7 матчів, забив 1 гол. Бронзовий призер Олімпіади-1976. За головну збірну Радянського Союзу протягом 1974—1978 років провів 18 ігор. Переможець молодіжного чемпіонату Європи-76.
Загинув в авіакатастрофі над Дніпродзержинськом 11 серпня 1979 року.
Могила знаходиться на меморіальному комплексі «Пахтакор 79» на Боткінському кладовищі в Ташкенті.